# Hans Bongartz
Hans „Hannes“ Bongartz (* 3. Oktober 1951 in Bonn) ist ein ehemaliger deutscher Fußballspieler und -trainer sowie späterer Spielerberater. Beim FC Schalke 04 und dem 1. FC Kaiserslautern hat der Spielmacher von 1974 bis 1984 in der Fußball-Bundesliga insgesamt 298 Ligaspiele absolviert und dabei 39 Tore erzielt. In dieser Zeit wurde er zu vier Einsätzen in der A-Nationalmannschaft beziehungsweise neun Spielen in der B-Nationalmannschaft durch den DFB berufen. Eröffnet hatte Bongartz seine höherklassige Laufbahn 1970 beim Bonner SC in der damals zweitklassigen Fußball-Regionalliga West, wo er dann von 1971 bis 1974 bei der SG Wattenscheid 09 seine Karriere fortsetzte und nach dem Meisterschaftserfolg 1973/74 zu Schalke 04 in die Bundesliga wechselte. In insgesamt 122 Regionalligaeinsätzen hat er 40 Tore erzielt.

## Sportliche Laufbahn

### Jugend und Regionalliga West, bis 1974
Der gelernte Industriekaufmann widmete sich vor seiner Fußballkarriere dem Kunstradfahren. Zu diesem Sport kam er durch seinen Vater, der lange Jahre Vorsitzender eines Radsportclubs in Bonn-Duisdorf war. Unter anderem wurde Hannes Bongartz Vizemeister bei der Schüler-DM.
Seine Fußballerlaufbahn begann Bongartz 1961 beim Stadtteilclub Preußen Duisdorf, ehe das Talent sich ab der Saison 1969/70 dem Bonner SC anschloss. In der Runde 1970/71 gehörte Bongartz dem Spielerkader des BSC in der zweitklassigen Fußball-Regionalliga West an. An der Seite von Mitspielern wie Werner Grau, Horacio Troche, Rudi Klimke, Hans-Werner Marx und Günter Kirch absolvierte der Nachwuchsspieler 23 Ligaspiele und erzielte drei Tore. Bonn belegte aber den 17. Rang und stieg in das Amateurlager ab. Wattenscheid 09, die Mannschaft von Mäzen Klaus Steilmann, gewann das Rennen um die Gunst des talentierten Mittelfeldspielers und Bongartz wechselte zur Runde 1971/72 nach Wattenscheid.
Unter Trainer Werner Stahl belegte die Mannschaft aus dem Lohrheidestadion den 12. Rang und der filigrane Techniker mit der Gabe des öffnenden Langpasses hatte in 31 Ligaeinsätzen neun Tore an der Seite von Karl-Heinz Bechmann, Reinhold Klee, Werner Kontny und Ewald Hammes erzielt. Seine herausragende Runde erlebte Bongartz in Wattenscheid mit dem Meisterschaftsgewinn 1973/74, wozu er in 34 Ligaeinsätzen als Spielmacher 18 Tore unter Trainer Karl-Heinz Feldkamp beisteuerte. Mit Mitspielern wie Jürgen Jendrossek (34 Ligaspiele/24 Tore) und Hammes (33 Spiele/16 Tore) erzielte die Wattenscheider Offensive 102 Treffer und ging bestens aufgestellt in die Bundesligaaufstiegsrunde 1974. Da lief es aber nicht wie erwartet, hinter Eintracht Braunschweig und dem 1. FC Nürnberg belegte Wattenscheid mit 8:8 Punkten den 3. Rang. Bongartz hatte alle acht Gruppenspiele bestritten und stand jetzt vor der Wahl, sich den Verein für den Bundesligastart auszuwählen.
In seiner letzten Wattenscheider Runde wartete Bongartz auch im DFB-Pokal mit besonderen Leistungen auf. Am 1. Dezember 1973 setzte er sich in der 1. Hauptrunde mit Wattenscheid mit 2:1 beim FC Schalke 04 durch; Jendrossek erzielte in der 89. Spielminute den Siegtreffer für den Zweitligisten. Zwei Wochen danach, am 15. Dezember, setzte sich die Mannschaft vom Lohrheidestadion mit 1:0 gegen Hertha BSC durch, wobei Bongartz und Kollegen sich mit der Qualität des Hertha-Mittelfeldes um Erwin Hermandung, Holger Brück und Erich Beer auseinanderzusetzen hatten. Im Viertelfinale setzte sich der Hamburger SV am 16. Februar 1974 in der Verlängerung mit 1:0 durch und Bongartz bewies wieder einmal, dass er das Niveau für die Bundesliga hatte. Für die Rekordablöse von 750.000 Mark wechselte der umworbene Spielmacher im Sommer 1974 zum Schalker Markt.

### Bundesliga mit Schalke 04 und dem 1. FC Kaiserslautern, 1974 bis 1984
Mitte der 1970er Jahre galt Bongartz, der wegen seiner schlanken Statur den Spitznamen „Spargeltarzan“ bekam, als größtes deutsches Mittelfeldtalent. 1974 wechselte er in die Bundesliga zum FC Schalke 04 und wurde gleich Stammspieler, der in seiner ersten Saison in der höchsten deutschen Spielklasse sämtliche Spiele absolvierte. Um den Transfer von Bongartz zu finanzieren, wurden die Eintrittspreise im Gelsenkirchener Parkstadion 1974 um eine so genannte „Bongartz-Mark“ erhöht. Der Mann aus der Regionalliga West debütierte unter Trainer Ivica Horvat am 24. August 1974 bei einem 2:1-Heimerfolg gegen den 1. FC Kaiserslautern in der Bundesliga. Gemeinsam mit Bernd Thiele und Klaus Scheer bildete er hinter dem Dreierangriff Reinhard Libuda, Klaus Fischer und Rüdiger Abramczik das Schalker Mittelfeld.
Zu seiner zweiten Runde bei Schalke 04, 1975/76, übernahm Max Merkel das Traineramt und es wurde noch eine weitere Kraft für das Mittelfeld mit Branko Oblak verpflichtet. Mit 37:31 Punkten war Schalke aber auf deutlicher Distanz zu Meister Borussia Mönchengladbach mit 45:23 Punkten und Assistent Friedel Rausch löste Merkel zum 10. März 1976 als Trainer ab. Bongartz Leistungen überzeugten aber auch den DFB und er gehörte 1976 bei der EM in Jugoslawien zum Kader der deutschen Nationalmannschaft. Er wurde im Finale gegen die Tschechoslowakei eingewechselt und traf beim entscheidenden Elfmeterschießen. In der Nationalmannschaft konnte sich Bongartz allerdings nie durchsetzen, er brachte es nur auf vier Länderspiele.
Nachdem er mit Schalke 1977 noch Deutscher Vize-Meister geworden war und dabei am 9. Oktober 1976 dem FC Bayern im heimischen Olympiastadion eine sensationelle 0:7-Niederlage beigebracht hatte und die 0:1-Heimschlappe am 2. April 1977 gegen den 1. FC Saarbrücken die entscheidenden Punkte im Titelrennen gekostet hatte, wechselte er 1978 zum 1. FC Kaiserslautern. Den Trainer der Pfälzer, Karl-Heinz Feldkamp, kannte er schon aus seiner Zeit bei Wattenscheid 09. Als Stammspieler und Spielmacher trug er mit seinem Kombinationsvermögen, seiner Balltechnik und seinen Pässen in den Rücken der gegnerischen Defensive zum Erfolg des FCK in jener Zeit entscheidend bei. Bis 1982 erreichten die „Roten Teufel“ zwei dritte und zwei vierte Plätze. Auch der Einzug in das DFB-Pokalfinale am 2. Mai 1981 gegen Eintracht Frankfurt gehört zu den besonderen Ereignissen dieser Ära beim FCK. Bongartz führte die „Roten Teufel“ am 17. März 1982 im UEFA-Cup auch zu einem sensationellen 5:0-Heimerfolg gegen Real Madrid; er gehörte dabei zu den Torschützen.
1984 beendete Bongartz seine Karriere als Sportinvalide. Sein letztes Bundesligaspiel bestritt er am 5. November 1983 bei einer 0:2-Heimniederlage gegen Borussia Mönchengladbach. Seine Rückenverletzung aus dem Pokalspiel am 8. Oktober 1983 beim Karlsruher SC erwies sich als so gravierend, dass er seine Spielerkarriere im Sommer 1984 beenden musste.
Hannes Bongartz bestritt 298 Bundesligaspiele und erzielte dabei 39 Tore. In der damals zweitklassigen Regionalliga gelangen ihm in 122 Spielen 40 Treffer. Im Europapokal traf er siebenmal in 37 Partien.

## Trainer- und Managementlaufbahn
Im Oktober 1985 schloss Bongartz die Ausbildung zum Fußballlehrer an der Sporthochschule Köln ab, zur Saison 1985/86 übernahm er den 1. FC Kaiserslautern als Coach. Er trat die Nachfolge von Manfred Krafft an, welcher Dietrich Weise ab November 1983 abgelöst hatte und in der Saison 1984/85 mit dem FCK den 11. Rang belegt hatte. In seiner Debütrunde als Bundesligatrainer kämpfte er mit dem FCK um den Klassenerhalt und konnte mit 30:38 Punkten auf dem 11. Rang den Abstieg knapp verhindern. Im Lauf der Runde war Wolfram Wuttke zur Bongartz-Mannschaft gestoßen und hatte neben Thomas Allofs, Andreas Brehme und Markus Schupp eine wichtige Rolle übernommen. Vor der Runde 1986/87 hatte der junge Trainer die Spielerabgänge von Brehme, Norbert Eilenfeldt, Thomas Allofs, Reiner Geye, Werner Melzer und Gerhard Bold zu verkraften. Zu den Neuzugängen zählten Sergio Allievi, Kay Friedmann, Frank Hartmann, Harald Kohr, Frank Lelle und der 30-jährige Jürgen Groh. Gegen den von Experten vorhergesagten Abstiegskampf entwickelte sich der neue FCK zu einem Team, das um den Einzug in den UEFA-Cup spielte; am Ende belegte die Bongartz-Mannschaft den 7. Rang. Nach der 2:3-Auswärtsniederlage am 15. Spieltag der Runde 1987/88 beim Tabellenletzten FC Homburg wurde Trainer Bongartz entlassen und durch Sepp Stabel ersetzt.
In der 1. Liga trainierte Bongartz außerdem seinen Heimatklub SG Wattenscheid 09, den MSV Duisburg und Borussia Mönchengladbach. In der Saison 1989/90 führte er Wattenscheid mit der Vizemeisterschaft in der 2. Bundesliga in die Bundesliga, wo er dann drei Runden den Klassenerhalt bewerkstelligen konnte. Im vierten Jahr, 1993/94, wurde er zum 3. März 1994 durch Frank Hartmann abgelöst. Wattenscheid stand nach dem 23. Spieltag, dem 26. Februar 1994, einem Heimremis von 2:2 gegen den Tabellenletzten VfB Leipzig, mit 16:30 Punkten auf dem 17. Platz. Dem Spielerkreis gehörten unter anderem Jörg Bach, Stefan Emmerling, Uwe Neuhaus, Hans-Werner Moser, Thorsten Fink, Marek Lesniak und Souleyman Sane an.
Im September 1998 wurde er ein zweites Mal Trainer der SG Wattenscheid, die inzwischen in der zweiten Liga spielte. Bei seinem Amtsantritt belegte Wattenscheid den letzten Platz. Bongartz schaffte es nur kurzfristig, die Mannschaft aus den Abstiegsrängen herauszuführen; am Ende der Saison stieg man als Tabellensiebzehnter ab. Bis zum Ende der Saison 2003/04 war Bongartz Trainer in der Regionalliga (damals dritthöchste Spielklasse) bei der SG Wattenscheid 09, die er nach dem Abstieg in die Oberliga verließ.
Zwischen dem 17. Februar und dem 1. Juli 2006 war Bongartz Cheftrainer der Sportfreunde Siegen. In 13 Spielen unter dem ehemaligen Bundesligacoach gelangen nur drei Siege, sodass das Engagement nach dem Abstieg der Siegener aus der 2. Bundesliga schnell wieder beendet war.
Im Mai 2007 wurde er Sportdirektor beim griechischen Erstligisten Skoda Xanthi; 2008 beendete er dieses Engagement. Heute lebt er in Bottrop und ist als Spielerberater tätig.

## Vereine
im Management
- 1996 SG Wattenscheid 09 – Sportlicher Leiter
- 1998 SG Wattenscheid 09 – Sportdirektor
- 2007 AO Xanthi (Griechenland) – Sportdirektor

## Erfolge
als Spieler
- 1974 Meister Regionalliga West
- 1976 Vize-Europameister
- 1977 Vize-Meister Fußball-Bundesliga

als Trainer
- 1990 Aufstieg in die Bundesliga